# 白果湾乡
白果湾乡，是中华人民共和国四川省凉山彝族自治州会理市曾经下辖的一个乡。2019年12月，撤销白果湾乡，将原白果湾乡龙肘村所属行政区域划归城北街道管辖，将原白果湾乡白果村、双河村、龙泉村、笆笆村、齐合村和原下村乡所属行政区域划归益门镇管辖，将原白果湾乡大水村、新马村、天宝村、前马村所属行政区域划归云甸镇管辖。

## 行政区划
白果湾乡撤销前下辖以下地区：
白果村、双河村、前马村、天宝村和齐合村。